# ТЕС Дум'ят
ТЕС Дум'ят — теплова електростанція на півночі Єгипту, розташована у дельті Нілу менш ніж за 10 км на південний захід від портового міста Дум'ят (більш відоме з історії як Дамієтта). Перша в історії країни ТЕС, одразу запроектована під використання технології комбінованого парогазового циклу (за пару років до неї в Єгипті вже розпочала роботу парогазова ТЕС Тальха, проте вона була споруджена як газотурбінна та переобладнана в кінці 1980-х).
В 1989—1992 на ТЕС Дум'ят встановили 6 газових турбін компанії Siemens типу V94-2 одиничною потужністю по 132 МВт, які попарно живлять через котли-утилізатори три парові турбіни Alstom потужністю по 136 МВт.
На початку 2010-х років, в період гострого енергодефіциту в країні, станцію Дум'ят підсилили чотирма газовими турбінами компанії General Electric типу 9E потужністю по 125 МВт. Як це відбувалось в даний період з багатьма іншими єгипетськими станціями, у подальшому їх планувалось доповнити паровою турбіною та створити повноцінний парогазовий блок. Проте станом на осінь 2017-го така конверсія ще не відбулась.
Первісно природний газ для роботи станції надходив по трубопроводу Абу-Маді – Дум'ят. В подальшому цю функцію перебрав на себе газотранспортний коридор Ідку – Ель-Гаміль.